# Dichochrysa ancistroidea
Dichochrysa ancistroidea là một loài côn trùng trong họ Chrysopidae thuộc bộ Neuroptera. Loài này được X.-k. Yang & C.-k. Yang miêu tả năm 1990.